# Polizeiruf 110: Mörderische Dorfgemeinschaft
Mörderische Dorfgemeinschaft ist ein Fernsehfilm aus der ARD-Krimireihe Polizeiruf 110. Der Film wurde im Auftrag des MDR produziert und am Sonntag, den 11. August 2019 erstmals im Ersten ausgestrahlt. Es ist der elfte Fall für die von Claudia Michelsen gespielte Magdeburger Ermittlerin Doreen Brasch, der sechste Fall mit dem von ihrem Partner Matthias Matschke verkörperten Dirk Köhler und zugleich dessen letzter Fall, da dieser sich entschlossen hatte, sich aus der Rolle zurückzuziehen.

## Handlung
Ein Mann und eine Frau fahren mit hoher Geschwindigkeit durch eine Landschaft. Sie rasen in einen Ort, halten abrupt vor einem Haus und hämmern an die Haustür. Sie rufen nach einem Jurij und fordern ihn auf, herauszukommen. Im Inneren des Hauses halten sich die schwangere Annette Wolf, die Verlobte von Jurij Rehberg, und deren Vater auf. Der Mann hämmert von außen immer stärker an die Tür und bricht sie letztlich auf. Annette Wolfs Vater bedroht die Eindringlinge mit einer geladenen Schrotflinte und fordert das Paar auf, zu gehen, Jurij sei nicht da und solle sich auch nie wieder sehen lassen. Die Frau nimmt die Schwangerschaft von Annette Wolf wahr. Sie fragt nach deren Fortschritt und äußert nach Wolfs Antwort ungläubig, dass Jurij „keine Zeit vergeude“.
In einem Waldstück bei Magdeburg wird einige Tage später das Auto von Jurij Rehberg mit sehr viel Blut im Kofferraum gefunden. Es besteht kein Zweifel, dass es sich um menschliches Blut handelt und dass niemand einen so massiven Blutverlust überlebt haben kann. Die Hauptkommissare Doreen Brasch und Dirk Köhler befragen Rehbergs Verlobte in dem nahegelegenen Dorf. Sie erfahren, dass Rehberg seit Tagen verschwunden ist. Während Annette Wolf eine gewisse Besorgnis äußert, aber auch einräumt, dass Jurij öfter eine Auszeit benötige, scheint Wolfs Vater über dessen Verschwinden Genugtuung zu empfinden.
Die Kommissare finden heraus, dass die Kellnerin Jana Linstow eine Wohnung für Rehberg finanziert. Bei ihr handelt es sich um die Frau, die auf der Suche nach Jurij in Annette Wolfs Haus eingedrungen war. Bei einer Befragung erläutert sie, dass Rehberg eine besondere Ausstrahlung besitze, der man sich schwer entziehen könne. Zudem wäre er nie im „Hier und Jetzt“, sondern immer schon bei seinem nächsten Projekt, wofür sie ihm sogar Geld geliehen habe. Als sie es zurückverlangt habe, sei er verschwunden. Auch der Bauer Paul Funke ist nicht gut auf Rehberg zu sprechen, der ihm versprochen hatte, die fehlenden 40.000 Euro zu besorgen, die Funke für seine neue Biogasanlage noch fehlen. Aber nichts hätte er zustande gebracht, alles nur leere Versprechungen.
Eine zweite Reifenspur neben dem aufgefundenen Auto führt die Ermittler zu Annettes Vater, der einen entsprechenden Wagen besitzt, zu dem das Reifenprofil passt. Seltsamerweise finden sich bei der Überprüfung nur neue Reifen am Auto. Angeblich wäre der TÜV fällig und daher neue Reifen nötig gewesen. Der Versuch, diese alten Reifen zu finden, um sie untersuchen zu können, scheitert, weil der örtliche Reifenhändler sie bereits entsorgt hat. Als bei einer Hausdurchsuchung bei Wolf nicht angemeldete Waffen und Munition gefunden werden, wird Wolf verhört. Er gibt an, dass er Rehberg 100.000 Euro dafür gezahlt habe, damit er aus dem Leben seine Tochter wieder verschwinde. Da es auch keinerlei Spuren von Wolf in Rehbergs Wagen gibt und auch keine Leiche gefunden worden ist, bleibt der Verdächtige auf freiem Fuß.
Das Handy des Gesuchten hat nach weiteren Ermittlungen seit dem Zeitpunkt von Rehbergs Verschwinden das Dorf nie verlassen und so müsste er sich noch im Ort befinden. Aber angeblich weiß niemand aus der Dorfgemeinschaft etwas über seinen Verbleib, jedenfalls geben das alle Befragten an. Rehbergs Freund Dietmar Böhmer, der Bäcker des Dorfes, gibt an, er könne sich das Verschwinden Jurijs auch nicht erklären, und bestätigt gleichzeitig, dass Jurij sich öfter mal abgesetzt habe. Bei der Überprüfung der Verbindungsdaten von Rehbergs Handy stoßen die Ermittler auf mehrere Anrufe von Heike Sammet, die ihn jeweils gegen Mitternacht angerufen hatte. Es stellt sich heraus, dass sie eine sexuelle Beziehung zu Rehberg pflegte. Ihr Mann, der Automechaniker des Ortes, wusste davon. Ihr ihm gegebenes Versprechen, die Beziehung zu beenden, habe sie allerdings nicht eingehalten. Wo die Ermittler auch nachfragen, jeder im Dorf wollte Rehberg loswerden, aber keiner habe ihm angeblich irgendetwas getan.
Unerwartet wird dem Polizeipräsidium in einem Paket die Hand eines Menschen zugestellt. Ein sofortiger Großeinsatz im Dorf bringt jedoch keinen Leichenfund, obwohl Spürhunde zweifelsfrei Leichengeruch feststellen. Allerdings können an der Hand, von der nach der gerichtsmedizinischen Untersuchung eindeutig feststeht, dass sie von dem Gesuchten stammt, Reste von Katzenstreu festgestellt werden. Die Nachfrage in einem nahegelegenen Baumarkt bringt eine Spur zu Marlies Böhmer, der Mutter des Bäckers. Sie hatte kurz nach Rehbergs Verschwinden eine ungewöhnlich große Menge Katzenstreu dort gekauft. Bei der Befragung ihres Sohnes stellt sich heraus, dass dieser Rehberg sein Geschäft vollständig überschrieben hatte. Allerdings sei dies nur auf dem Papier gewesen, damit Rehberg ein Darlehen bei der Bank habe beantragen können. „Sowas mache man unter Freunden“, war Böhmers Kommentar dazu. Er habe nur zu gern gewollt, dass Rehberg in seiner Nähe bleibe. Er sei sogar bereit gewesen, Rehbergs Vorschlag gemeinsam nach Amsterdam zu gehen, zu folgen. Da die Beweislage gegen Böhmer immer erdrückender wird, da auch Blutspuren in seiner Backstube gefunden werden, gesteht letztendlich seine Frau Katja, Rehberg erschossen zu haben. Am Tattag hätte er sich in der Backstube unmöglich aufgeführt und behauptet, er könne in „seinem“ Laden machen, was er wolle. Katja wäre darüber so wütend geworden, dass sie sich ein Gewehr geholt und ihn erschossen habe. Alle im Dorf hätten dann mitgeholfen, die Leiche des ungeliebten Rehberg verschwinden zu lassen. Letztendlich findet sich Rehbergs Leiche zerstückelt in einem Fass mit Katzenstreu auf dem Gelände des Bauern Paul Funke.
Die abgetrennte Hand hatte die Dorfbewohnerin Gärtner der Polizei geschickt, weil sie von der Dorfgemeinschaft nicht so akzeptiert wurde wie all die anderen und stets eine Außenseiterin geblieben war.

## Dreharbeiten
Die Dreharbeiten fanden vom 5. Juni bis zum 4. Juli 2018 in Magdeburg und Umgebung statt.

## Rezeption

### Kritiken
Rainer Tittelbach von tittelbach.tv meinte: „Ein Mann mischt ein ganzes Dorf auf. Er hat etwas von einem Rattenfänger, erscheint in den Erzählungen als einer, der charmant und zugewandt sein konnte und im nächsten Moment unverschämt und grausam. Dieser Wolf im Schafspelz, der Projektionsfläche für die eigenen unerfüllten Träume und Sehnsüchte, aber auch für die eigenen Unzulänglichkeiten war, lebt nicht mehr. ‚Mörderische Dorfgemeinschaft‘ ist ein klassischer Whodunit mit vielen Verdächtigen, aber es ist zugleich ein kluger, als Drama konzipierter Krimi mit einer klaren Erzählstruktur.“
Die Stuttgarter Nachrichten klangen nicht sehr überschwänglich und schrieben: „Keine schlechte Idee, einen Fall in Rückblenden zu erzählen. Doch es werden zu viele Klischees bedient, zu viel bleibt an der Oberfläche. Dabei hätte die Geschichte mehr hergegeben.“
Christian Buß von Spiegel Online wertete: „In Bühligs und Leinemanns gemeinsamem ‚Polizeiruf‘ hört man doppelbödige Dialoge vor einem stellenweise kunstvoll ausgebreiteten Western-Bilderbogen. […] Da gibt es einige wunderschöne verstörende Momente – die sich aber am Ende leider nicht zu einem schlüssigen dörflichen Gemeinschaftsbild fügen. Die gruppendynamischen Prozesse werden der ja schon ziemlich ungeschickt im Episodentitel ‚Mörderische Dorfgemeinschaft‘ verkündeten Auflösung entgegengetrieben; die Verhörszenen sind oft sehr statisch angelegt.“
Bei Quotenmeter.de wertete Julian Miller: „Man kann sich des Eindrucks nicht erwehren: Dieser ‚Polizeiruf‘ will anders sein als die anderen Sonntagabendkrimis – und ist vielleicht gerade deshalb fürchterlich konventionell.“

### Einschaltquote
Die Erstausstrahlung von Mörderische Dorfgemeinschaft am 11. August 2019 wurde in Deutschland von 7,56 Millionen Zuschauern gesehen und erreichte einen Marktanteil von 24,8 Prozent für Das Erste.